# Amadaiya Rennie
Amadaiya Rennie, född 17 mars 1990 i Monrovia, Liberia är en liberiansk fotbollsspelare.

## Karriär
Rennie startade karriären i liberianska Mighty Barrolle och blev 2007 vald till mest värdefulla spelare i ligan. 2009 gick han till IF Elfsborg och spelade med klubbens U21-lag. Året därpå fick han spela ett par matcher i A-laget och gjorde landslagsdebut.
I början av 2011 lånade GAIS in Rennie som ersättare för den långtidsskadade Mohammed Abdulrahman. Rennie spelade fem matcher för GAIS och gjorde sitt första allsvenska mål i matchen mot Mjällby AIF då han kvitterade till 1-1. Eftersom Abdulrahman återhämtade sig snabbare än förväntat bröt GAIS låneavtalet i slutet av juni 2011. Elfsborg ville inte ha tillbaka spelaren och den 23 juni skrev Rennie på ett kontakt med Degerfors IF som sträckte sig till säsongsavslutningen samma år. Rennie blev snabbt en startspelare i klubben och i början av oktober 2011 skrev han på ett nytt kontrakt som sträckte sig till slutet av 2013.
Den 9 augusti 2016 presenterade Antalyaspor värvningen av Amadaiya Rennie som då lämnade Hammarby.
Den 1 april 2021 värvades Rennie av division 2-klubben IFK Eskilstuna, där han skrev på ett kontrakt fram till den 15 juli. Rennie debuterade den 4 juni 2021 i en 2–2-match mot Trosa Vagnhärad SK.